# Wokingham
Wokingham (engelskt uttal: [ˈwoʊkɪŋəm]
 ( lyssna)) är en stad och civil parish i grevskapet Berkshire i södra England. Staden är huvudort i kommunen Borough of Wokingham och ligger cirka 50 kilometer väster om centrala London samt cirka 11 kilometer sydost om Reading. Tätorten (built-up area) hade 50 320 invånare vid folkräkningen år 2021.